# Sylvia Ruuska
Sylvia Ruuska (n. 4 iulie 1942, Berkeley, California, SUA – d. 7 februarie 2019) a fost o înotătoare americană, medaliată olimpică. A participat la 2 ediții ale Jocurilor Olimpice (1956, 1960) în care a câștigat două medalii de argint și o medalie de bronz.